# Mount Boyd
Mount Boyd är ett berg i Antarktis. Det ligger i Västantarktis. Nya Zeeland gör anspråk på området. Toppen på Mount Boyd är 2 952 meter över havet.
Terrängen runt Mount Boyd är kuperad norrut, men söderut är den bergig. Trakten är obefolkad. Det finns inga samhällen i närheten.